# Altair Franco Ferreira
Altair Franco Ferreira (Rio de Janeiro, 22 de abril de 1903 – Rio de Janeiro, 15 de junho de 1980) foi um militar brasileiro. Atuou como major da FEB durante a Campanha da Itália na Segunda Guerra Mundial e, mais tarde, se tornou marechal do Exército Brasileiro, conhecido por ser um dos comandantes que lideraram as últimas batalhas em terras italianas, sua missão mais famosa foi a rendição e captura da 148ª Divisão de Infantaria, que marcou o fim das forças fascistas italianas.

## Biografia

### Vida pessoal
Nascido no Rio de Janeiro, Ferreira já sabia falar alemão quando criança por conta de seu pai que em 1910 fez uma especialização no Exército Alemão. Altair estudou na escola primária e aprendeu o idioma, sempre sendo um aluno muito estudioso. Quando sua família retornou ao Brasil, em 1920, Ferreira entrou na Escola Militar do Realengo na qual foi expulso em 1922 por apoiar o Movimento Tenentista.

### Volta a vida militar e Segunda Guerra Mundial

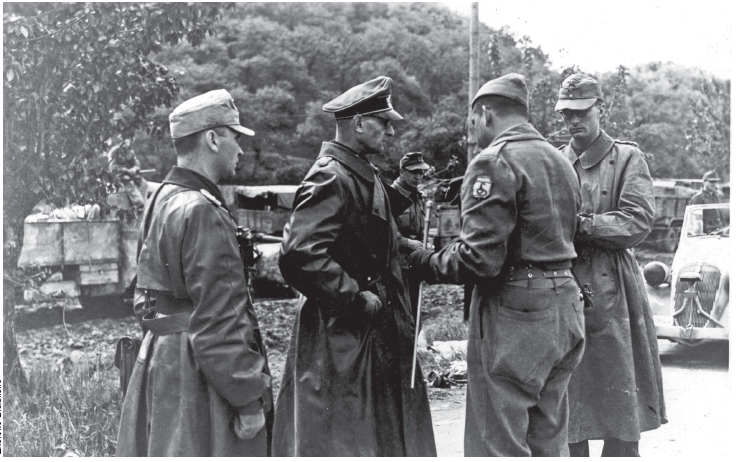
O Coronel Otto Fretter-Pico em conversações com o Major Franco Ferreira, (de costas, segundo da direita para a esquerda) sobre a rendição da 148ª Divisão de Infantaria à FEB, após a Batalha de Collecchio, em 29 de abril de 1945.

Com a ascensão de Getúlio Vargas no poder em 1930, Altair foi anistiado com toda a sua turma o que o permitiu voltar para o Exército Brasileiro. Franco Ferreira voltou e com a chegada da Segunda Guerra Mundial, seguida da declaração de guerra do Brasil às forças do Eixo em 1942, era questão de tempo para o Brasil entrar na guerra. A FEB foi criada em 1943 e após os treinamentos necessários os soldados brasileiros foram enviados para a Itália. Em 1944, Altair já havia chegado ao posto de Major.
Altair serviu no Quartel General do general Olympio Falconiére, comandante dos órgãos não-divisionários. Por isso, quando Falconiére recebeu a rendição de Otto Fretter-Picco, da 148ª Divisão de Infantaria Alemã, o major Altair estava junto intermediando as conversações por conhecer muito bem o idioma alemão.

### Após a guerra
Recebeu a comenda Legião do Mérito conforme ato do Governo dos Estados Unidos por relevantes feitos durante a Guerra Fria entre 1956 e 1958. Assim como os reconhecimentos Medalha de prata do Governo do Chile, Medalha do Pacificador, Medalha da Campanha da Itália entre outras.